# Guillaume Lasceux
Guillaume Lasceux /ɡiˈjom laˈsø/ (Poissy, 3 febbraio 1740 – Parigi, 1831) è stato un organista e compositore francese.

## Biografia
Iniziò la carriera di organista nella parrocchia di Chevreuse nel 1758. Si stabilì a Parigi nel 1762, per studiare composizione per cinque anni con Charles Noblet, organista e clavicembalista dell’Opéra. Gli succederà nella cantoria dei Mathurins nel 1769. Nello stesso anno si aggiudicò i posti di organista a St-Aure, e, 10 anni più tardi, quello del convento delle Minime, a Place Royale, con posti simili al Collegio di Navarra e nel seminario di Saint-Magloire.
Nel 1769 sostituì Claude-Nicolas Ingrain all'organo della chiesa di Saint-Étienne-du-Mont di cui divenne ufficialmente titolare nel 1774. Durante la Rivoluzione perse la maggior parte degli incarichi e dovette mantenersi accompagnando le cerimonie dei teofilantropi a Saint-Étienne-du-Mont, convertita in «Tempio della pietà filiale». Riprese il suo posto di organista nel 1803, dopo che il culto cattolico vi fu ristabilito, e si ritirò il 2 gennaio 1819.
Riconosciuto come virtuoso sia all'organo che al clavicembalo o al fortepiano, Lasceux si rese famoso per le sue improvvisazioni ispirate al Giudizio universale.

## Opere
Le sue opere comprendono pezzi vocali, musica da camera e numerosi pezzi per organo.
- 1767: Romances, di cui Hommage à l’amour, Absence et retour, Les adieux de la violette.
- 1768: Sonates pour le Forte-Piano, violino ad libitum (libro 1).
- 1772: Journal de pièces d'orgue contenant des messes, Magnificat et noëls (inedito) - Sonates pour le Forte-Piano (libro 2).
- 1775: Quatuor op. 4 per fortepiano, 2 violini e violoncello.
- circa. 1775: Ariettes e petits airs.
- 1783: Nouveau Journal de pièces d’orgue, no 1, Messe des Grands Solennels.
- 1783: Pot-pourri d’airs connus per clavicembalo, op. 9.
- 1785: Nouveau Journal de pièces d’orgue, no 2, Magnificat en fa majeur, no 3, Trois noëls variés pour l’orgue ou le clavecin.
- circa 1789: Les époux réconciliés (comédie lyrique).
- 1804: Messe per coro e orchestra.
- 1809: Essai théorique et pratique sur l’art de l’orgue (manoscritto), riportante 26 esempi musicali di tutti i generi con le registrazioni.
- 1812: Nouvelle suite de pièces d’orgue: 1. Messe des annuels et grands solennels, 2. Hymnes, proses et répons de l’office de la Fête-Dieu, 3. Messe des solennels mineurs (perduto).
- 1819 : Annuaire de l’organiste.
- 1820 : 12 Fugues per organo.
- postume: 2 mottetti del Santo Sacramento.